# François Gouin

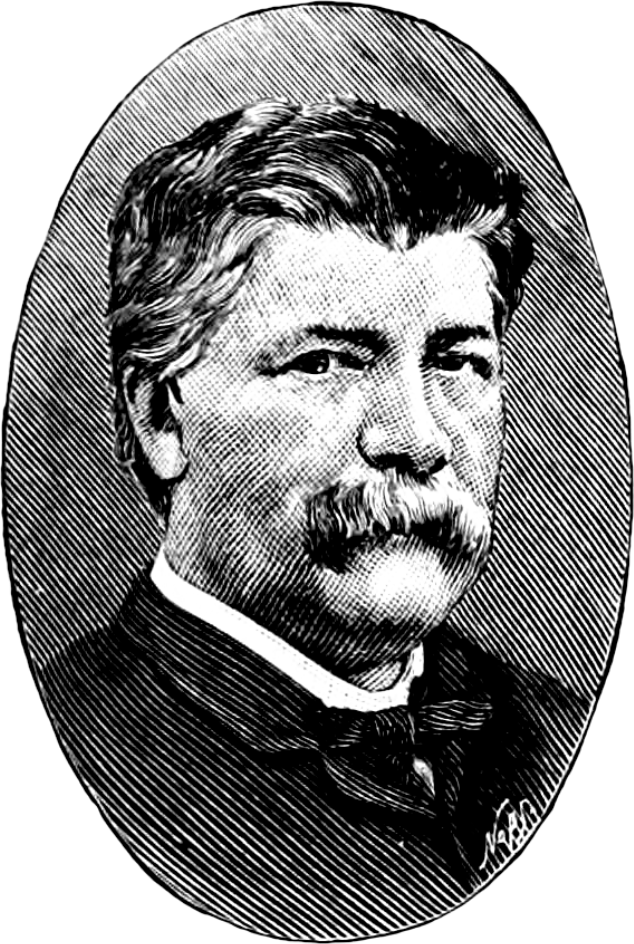
François Gouin

François Gouin (1831–1896) war ein französischer Sprachlehrer.
Im Jahre 1880 wies er auf die Wichtigkeit einer strukturierten Darbietung des Lehrstoffes hin, indem er in seinem Konzept den alltagsorientierten Wortschatz nach assoziativen Zusammenhängen gruppierte. Nach Gouin soll man eine Fremdsprache lernen, wie man als Kind die Muttersprache erlernt hat. Das wichtigste beim Sprachenlernen sei nicht das Sehen, sondern das Hören. Dabei soll man die Muttersprache zur Seite lassen und die Regeln der Fremdsprache durch Intuition lernen. Die Vermittlung einer Fremdsprache sollte ohne die Erklärung von Grammatikregeln und ohne die Hilfe der Übersetzung vor sich gehen. Die lebendige Sprache sollte im Mittelpunkt des Unterrichts stehen mit Hilfe von Assoziationen, Visualisierungen und Lernen durch die Sinne durch spielerische Aktivitäten mit Bezug auf Alltagssituationen.